# Liste der Baudenkmäler in Schwarzenfeld
Auf dieser Seite sind die Baudenkmäler in dem Oberpfälzer Markt Schwarzenfeld zusammengestellt. Diese Tabelle ist eine Teilliste der Liste der Baudenkmäler in Bayern. Grundlage ist die Bayerische Denkmalliste, die auf Basis des Bayerischen Denkmalschutzgesetzes vom 1. Oktober 1973 erstmals erstellt wurde und seither durch das Bayerische Landesamt für Denkmalpflege geführt wird. Die folgenden Angaben ersetzen nicht die rechtsverbindliche Auskunft der Denkmalschutzbehörde.
 Die Liste gibt den Fortschreibungsstand vom 7. April 2018 wieder und umfasst fünfzehn Baudenkmäler.

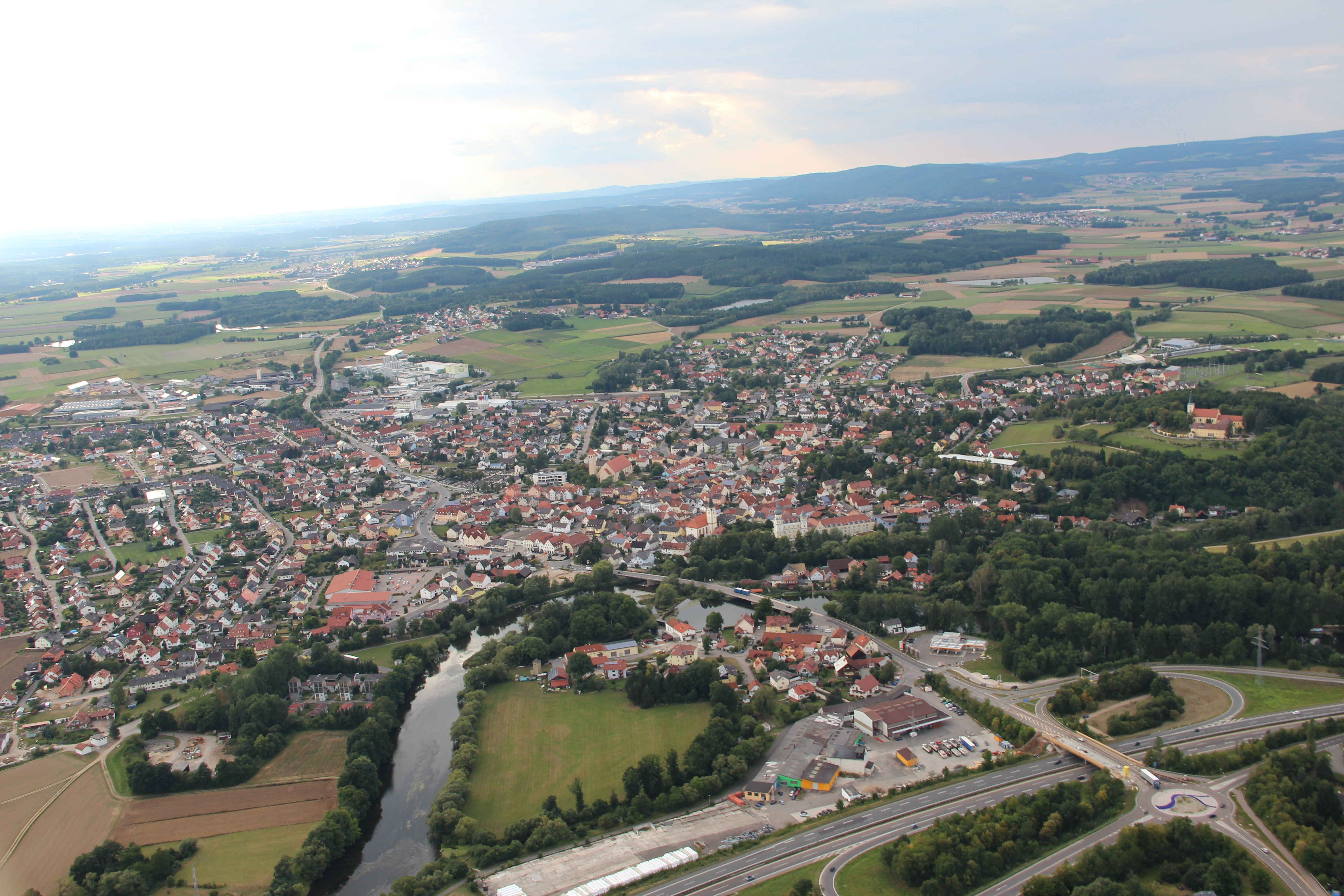
Schwarzenfeld aus der Luft

## Baudenkmäler nach Ortsteilen

### Schwarzenfeld
| Lage | Objekt                                                 | Beschreibung | Akten-Nr.    | Bild                       |
| --- | ------------------------------------------------------ | --- | ------------ | -------------------------- |
| Bahnhofstraße 41 (Standort)                                                                               | Wohnhaus                                               | Erdgeschossiger Halbwalmdachbau mit geschweiftem Zwerchgiebel und einfacher Putzgliederung, um 1900. | D-3-76-163-1 | Wohnhaus                   |
| Kirchstraße 27; Kirchstraße 29; Kirchstraße 31; Kirchstraße 33; Kirchstraße 35; Kirchstraße 37 (Standort) | Altes Schloss                                          | Wohl 17. Jahrhundert, Walmdachbau, jetzt in Einzelabschnitte aufgeteilt. | D-3-76-163-2 | weitere Bilder             |
| Miesbergallee 14; Miesbergallee 16 (Standort)                                                             | Katholische Dreifaltigkeitskirche                      | Tonnengewölbtes Langhaus mit Stichkappen und eingezogenem Rundchor, Westturm mit Spitzhelm und Vorzeichen, Süd- und Westseite mit architraviertem Portal und gebrochenem Giebel, Putzfassade mit Gesims- und Lisenengliederung, Chor 1691, Langhaus 1721/22, Turm 1888; mit Ausstattung; Klosteranlage der Passionisten, zweigeschossige und verputzte Satteldachbauten auf H-förmigem Grundriss, Südflügel mit Zwerchhaus, 1935; Kloster- und Friedhofsmauer, verputztes Mauerwerk mit stich- und rundbogigen Portalen, nach 1935. | D-3-76-163-3 | weitere Bilder             |
| Schloßstraße 7 (Standort)                                                                                 | Alte katholische Pfarrkirche St. Dionysius und Ägidius | Langhaus mit Walmdach, eingezogenem Polygonalchor und Tonnengewölbe mit Stichkappen, viereckiger Ostturm mit Spitzhelm, Putzfassade mit Lisenengliederung, Turm im Kern gotisch, Neubau von 1757; mit Ausstattung; Bildstock, verputzte Stele mit Bildnischenaufsatz und Figur des Jesus in der Rast, 1912; Grabplatte der Freifrau Maria Theresia Bernklau, roter Marmor, 1800; an der westlichen Kirchenaußenseite. | D-3-76-163-6 | weitere Bilder             |
| Schloßstraße 9 (Standort)                                                                                 | Wohnhaus, zeitweilig Rathaus                           | Zweigeschossiger Walmdachbau mit profiliertem Traufgesims, Ende 19. Jahrhundert. | D-3-76-163-7 | weitere Bilder             |
| Schloßstraße 13; Schloßstraße 9 (Standort)                                                                | Ehemaliges Schloss Holnstein                           | Anlage anstelle einer Burg des 14. Jahrhunderts zwischen 1890 und 1892 neu erbaut und erweitert. Ehemaliges Hauptschloss, dreigeschossiger Massivbau mit Pyramidendach und reicher Fassadengestaltung im Stil der Neurenaissance mit Lisenen und Gesimsgliederung, zwei Ecktürmen mit welscher Zwiebelhaube und Pyramidendach, von Julius Hofmann, 1890/92, Turmspitzen nach Brand im Inneren von 1982 und Freitreppe 1995 erneuert; Torhaus, erdgeschossiger Walmdachbau über hakenförmigem Grundriss mit rustizierten Ecklisenen; Einfahrttor mit rustizierten Sandsteinpfeilern, Kugelbekrönung und Eisentor; 1890/92; Park mit Stützmauern, Balustrade, Steinfiguren und Steinwappen, 18. Jahrhundert. | D-3-76-163-8 | weitere Bilder             |
| Nähe Viktor-Koch-Straße (Standort)                                                                        | Holsteinische Gruftkapelle                             | Zweigeschossiger Satteldachbau mit eingezogenem Polygonalchor und zweiläufiger Treppe zur Oberkapelle, neuromanische Fassadengestaltung, 1884; mit Ausstattung. | D-3-76-163-9 | Holsteinische Gruftkapelle |

### Ameisgrub
| Lage                    | Objekt                   | Beschreibung                                                                                                  | Akten-Nr.     | Bild |
| ----------------------- | ------------------------ | --- | ------------- | ---- |
| Ameisgrub 15 (Standort) | Ehemaliges Wohnstallhaus | Erdgeschossiger Bruch- und Ziegelsteinbau mit Satteldach und giebelseitiger Rundbogennische, 18. Jahrhundert. | D-3-76-163-10 | BW   |

### Asbach
| Lage                 | Objekt     | Beschreibung                                                      | Akten-Nr.     | Bild           |
| -------------------- | ---------- | ----------------------------------------------------------------- | ------------- | -------------- |
| In Asbach (Standort) | Steinkreuz | Sandstein, wohl 16./17. Jahrhundert.; im Garten des Hauses Nr. 6. | D-3-76-163-11 | weitere Bilder |

### Kögl
| Lage                                              | Objekt        | Beschreibung | Akten-Nr.     | Bild           |
| ------------------------------------------------- | ------------- | --- | ------------- | -------------- |
| Dr.-Kurz-Straße 1 (Standort)                      | Wohnstallhaus | Erdgeschossiger Massivbau mit hohem Satteldach, 18./19. Jahrhundert; Backofen, kleiner verputzter Satteldachbau mit Rundbogennische, 18. Jahrhundert.                    | D-3-76-163-12 | BW             |
| Dr.-Kurz-Straße; Nähe Hohenäckerstraße (Standort) | Wegkreuz      | Eisenkruzifix mit Überdachung und Beifigur der Muttergottes, auf Sandsteinstele mit Gipsrelief, bezeichnet mit „1872“; an der Ecke Frotzersrichter- und Dr.-Kurz-Straße. | D-3-76-163-17 | weitere Bilder |
| Nähe Hohenäckerstraße (Standort)                  | Meilenstein   | Rundstele mit pyramidenförmigem Abschluss, Granit, vermutlich 19. Jahrhundert; an der Ecke Frotzersrichter- und Dr.-Kurz-Straße.                                         | D-3-76-163-18 | weitere Bilder |

### Pretzabruck
| Lage                                     | Objekt        | Beschreibung | Akten-Nr.     | Bild           |
| ---------------------------------------- | ------------- | --- | ------------- | -------------- |
| Pretzabruck 10; Pretzabruck 8 (Standort) | Wohnstallhaus | Erdgeschossiger und überwiegend verputzter Ziegelbau mit Satteldach, 18. Jahrhundert, nach Westen firstgedrehter Anbau mit Satteldach, nach 1836; Schweinekoben, Blockbau, wohl 18./19. Jahrhundert; Hofkapelle, kleiner verputzter Satteldachbau mit stichbogig geöffnetem Vorraum und Pilastergliederung, bezeichnet mit „1856“. | D-3-76-163-13 | weitere Bilder |

### Raffach
| Lage                 | Objekt      | Beschreibung | Akten-Nr.     | Bild |
| -------------------- | ----------- | --- | ------------- | ---- |
| Raffach 5 (Standort) | Ortskapelle | Halbrund geschlossener und verputzter Satteldachbau mit Dachreiter und dreiseitig geöffneter Vorhalle, um 1900. | D-3-76-163-14 | BW   |

### Sonnenried
| Lage                    | Objekt                            | Beschreibung | Akten-Nr.     | Bild |
| ----------------------- | --------------------------------- | --- | ------------- | ---- |
| Sonnenried 6 (Standort) | Hofanlage, sogenannter Söllnerhof | Wohnhaus, zweigeschossiger und verputzter Satteldachbau mit Dachreiter; Stall, erdgeschossiger Bruchsteinbau mit Satteldach; Hoftor, rundbogig geöffnetes Mauerwerk; zwischen Wohnhaus und Stall; um 1813; südöstliches Hoftor, verputztes Mauerwerk mit Rundbogenöffnung, flankiert von farbig gefassten Heiligenreliefs in Rundbogennischen, bezeichnet mit „1868“. | D-3-76-163-15 | BW   |

## Ehemalige Baudenkmäler
In diesem Abschnitt sind Objekte aufgeführt, die früher einmal in der Denkmalliste eingetragen waren, jetzt aber nicht mehr. Objekte, die in anderem Zusammenhang also z. B. als Teil eines Baudenkmals weiter eingetragen sind, sollen hier nicht aufgeführt werden. Aktennummern in diesem Abschnitt sind ehemalige, jetzt nicht mehr gültige Aktennummern.

| Lage                                  | Objekt                     | Beschreibung                       | Akten-Nr.    | Bild |
| ------------------------------------- | -------------------------- | ---------------------------------- | ------------ | ---- |
| Schwarzenfeld Pfarrgasse 4 (Standort) | Zugehöriger Walmdachstadel | Mit Holzaltane, 18. Jahrhundert.   | D-3-76-163-4 | BW   |
| Schwarzenfeld Pfarrgasse 8 (Standort) | Steinportal                | Bezeichnet mit „1723“ oder „1823“. | D-3-76-163-5 | BW   |